# Auto Moto Rodeo
Auto Moto Rodeo – Polska rewia motoryzacyjna działająca w latach 1974 – 1979 przy Zjednoczonych przedsiębiorstwach rozrywkowych i następnie w latach 1984 – 1988 samodzielnie z prywatnej inicjatywy.
Brali w niej udział sławni polscy kaskaderzy motoryzacyjni Piotr Juszczyk, Zbigniew Litwiniak, Grzegorz Sielewicz, Zbigniew Garderewicz, Bogdan Pawlak, Krzysztof Stadnicki a także kaskader filmowy Zbigniew Modej.
Występy polegały na prezentowaniu możliwości ekstremalnej jazdy samochodem w tym jazdy na dwóch kołach, wykonywaniu grupowych poślizgów kontrolowanych i wielu innych ewolucjach. Pokazy uzupełniały też występy motocyklowe.
Rewia odbyła tournée po ówczesnym Związku Radzieckim i pozostałych krajach dawnego bloku wschodniego, gdzie występy gromadziły tysiące osób na największych stadionach.
W pokazach brały udział samochody polskiej produkcji – Polski Fiat 125p, Polski Fiat 126p i Polonez oraz motocykle – polska WSK i czeska CZ, a także traktor rodzimej produkcji – Ursus.

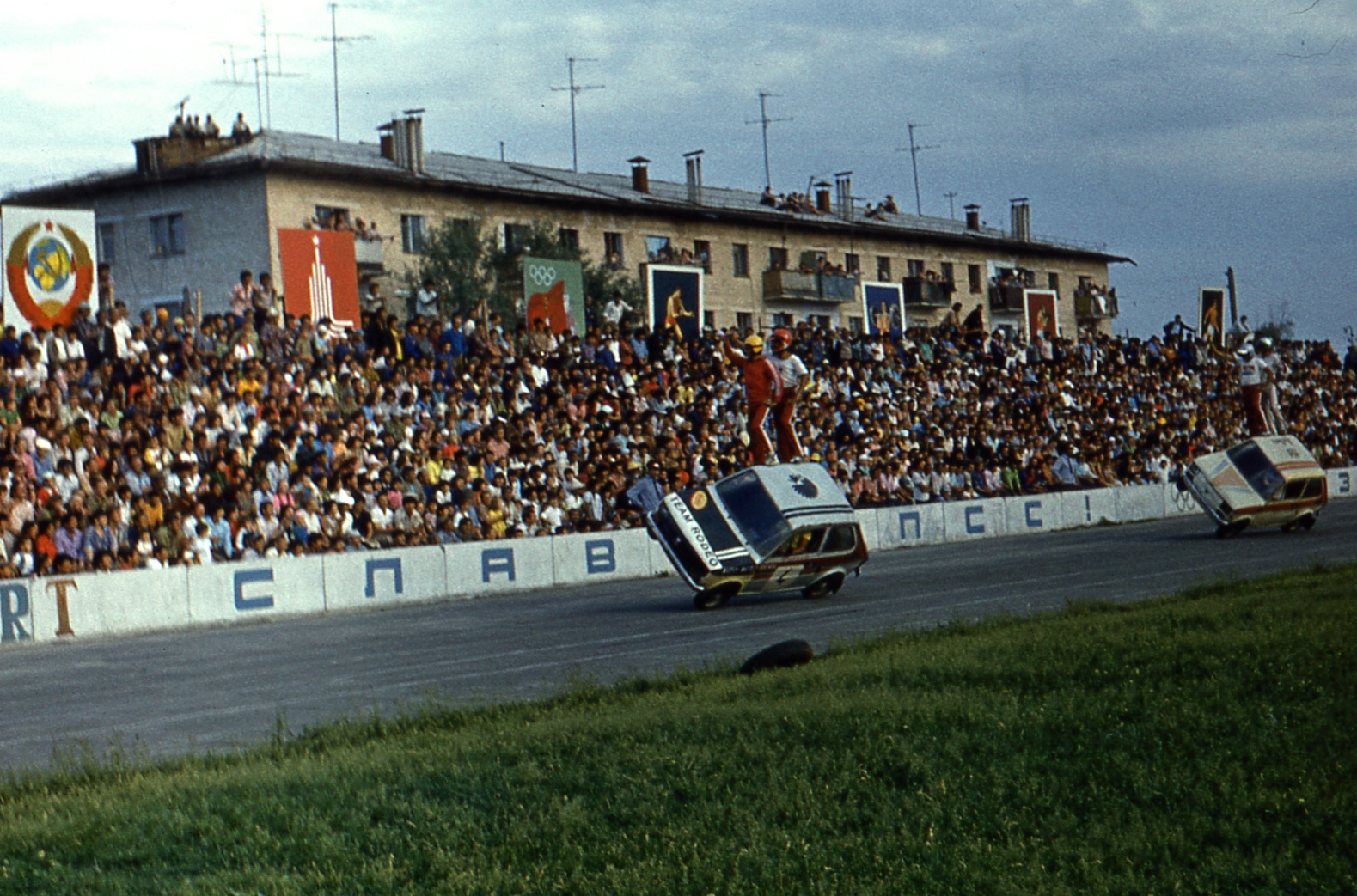
Auto Rodeo akrobacje
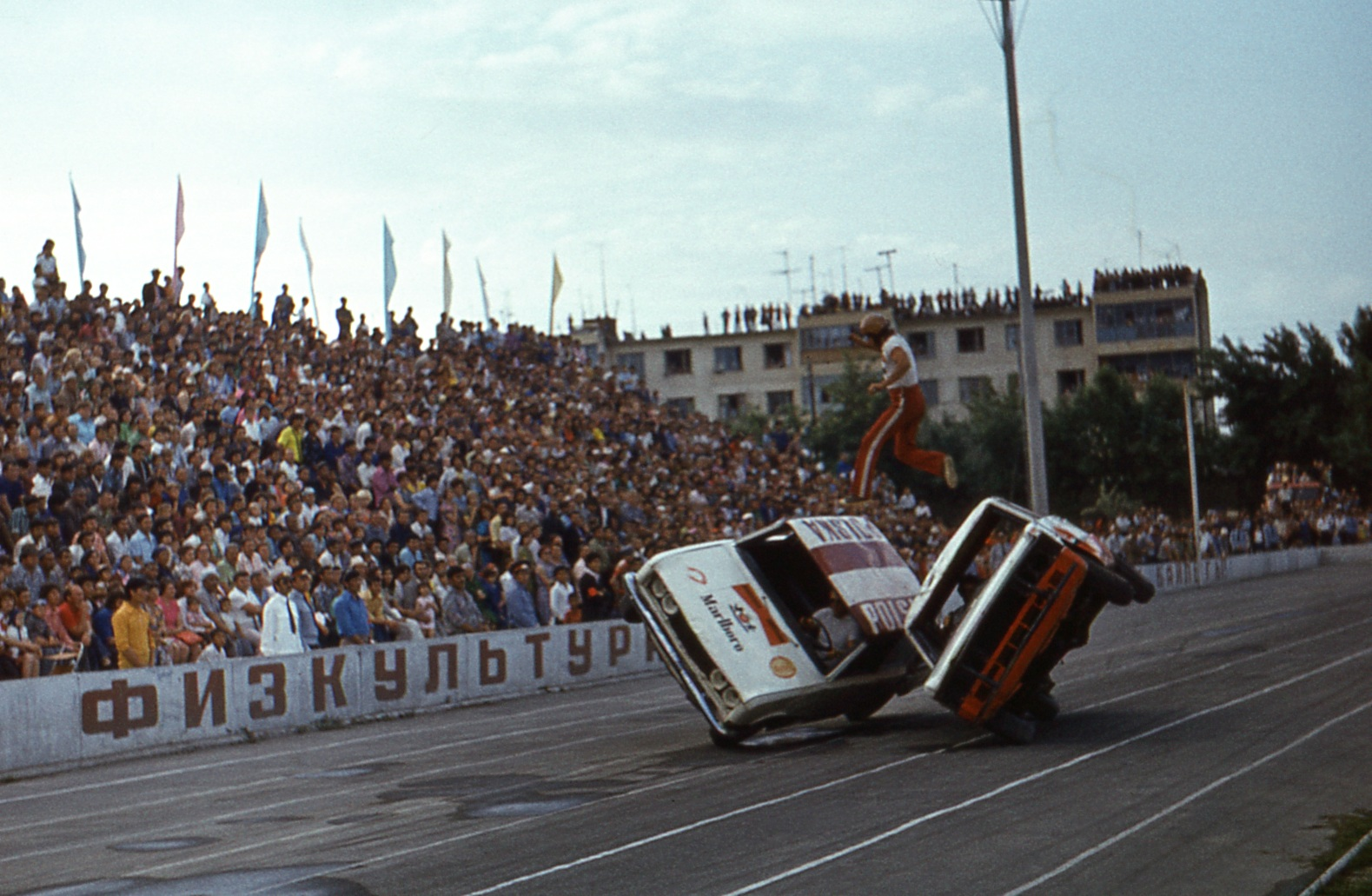
Przeskok
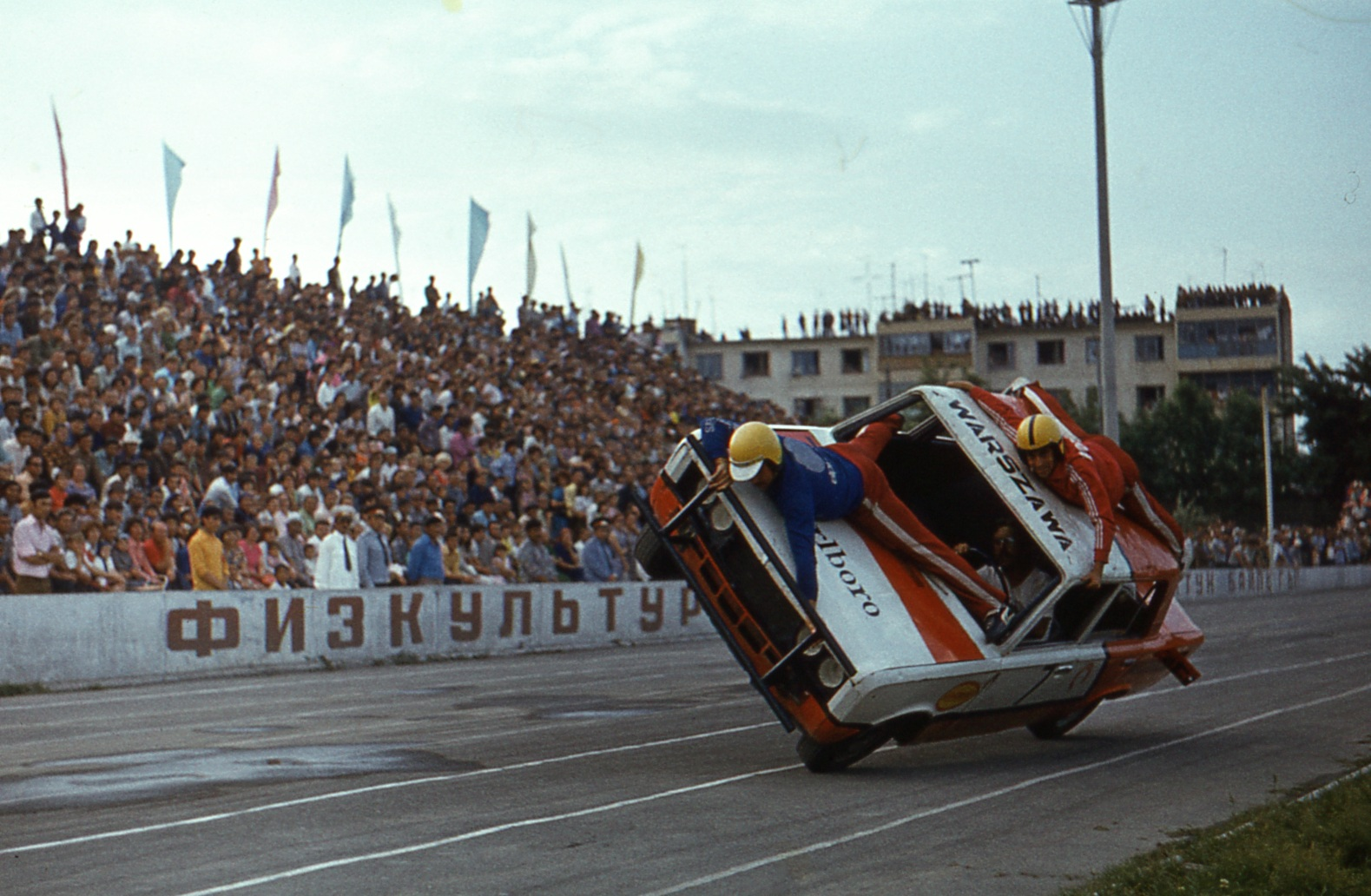
Samochód jadący na dwóch kołach z kaskaderami
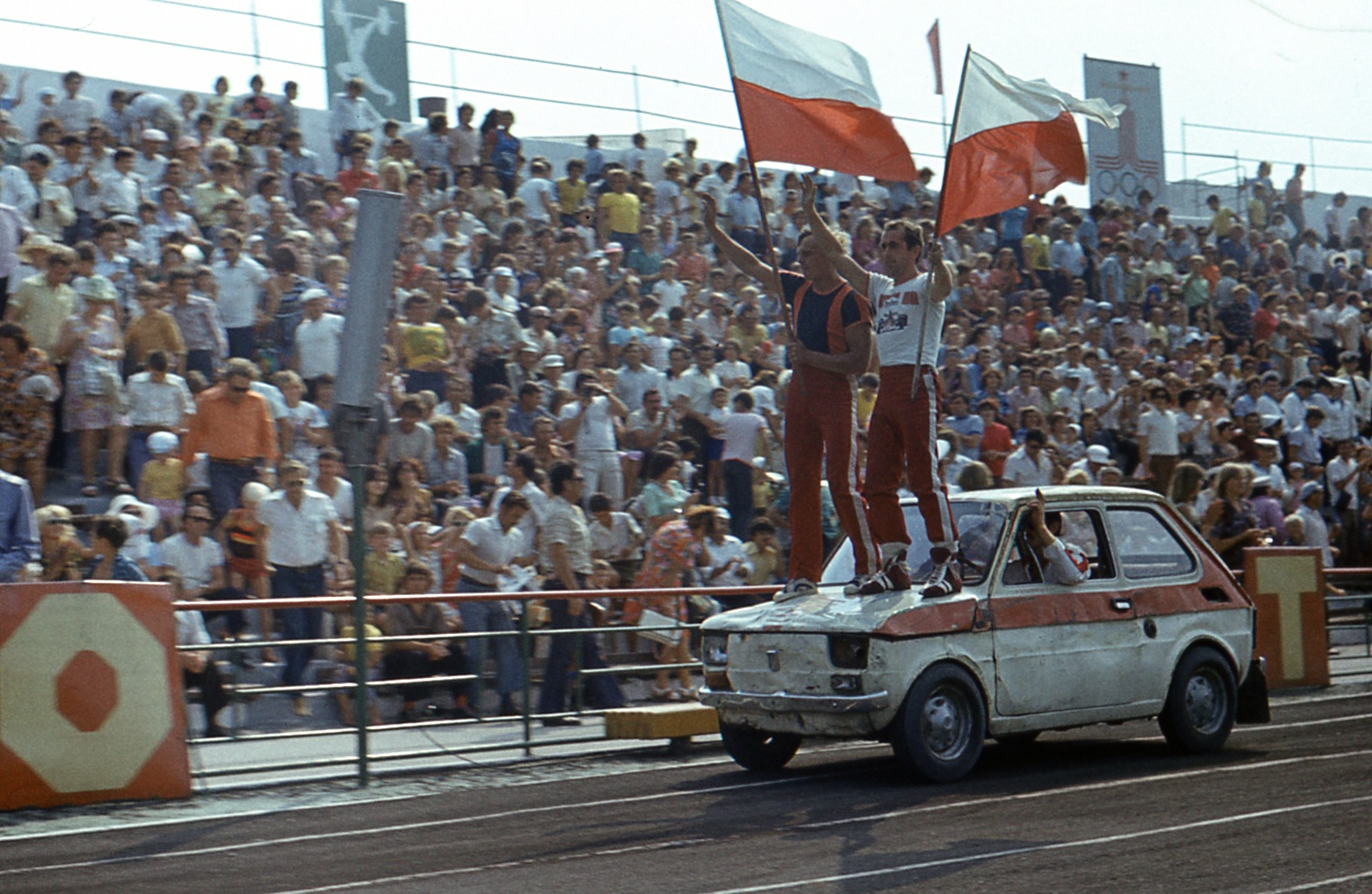
Parada na zakończenie
Parada rozpoczynająca pokazy
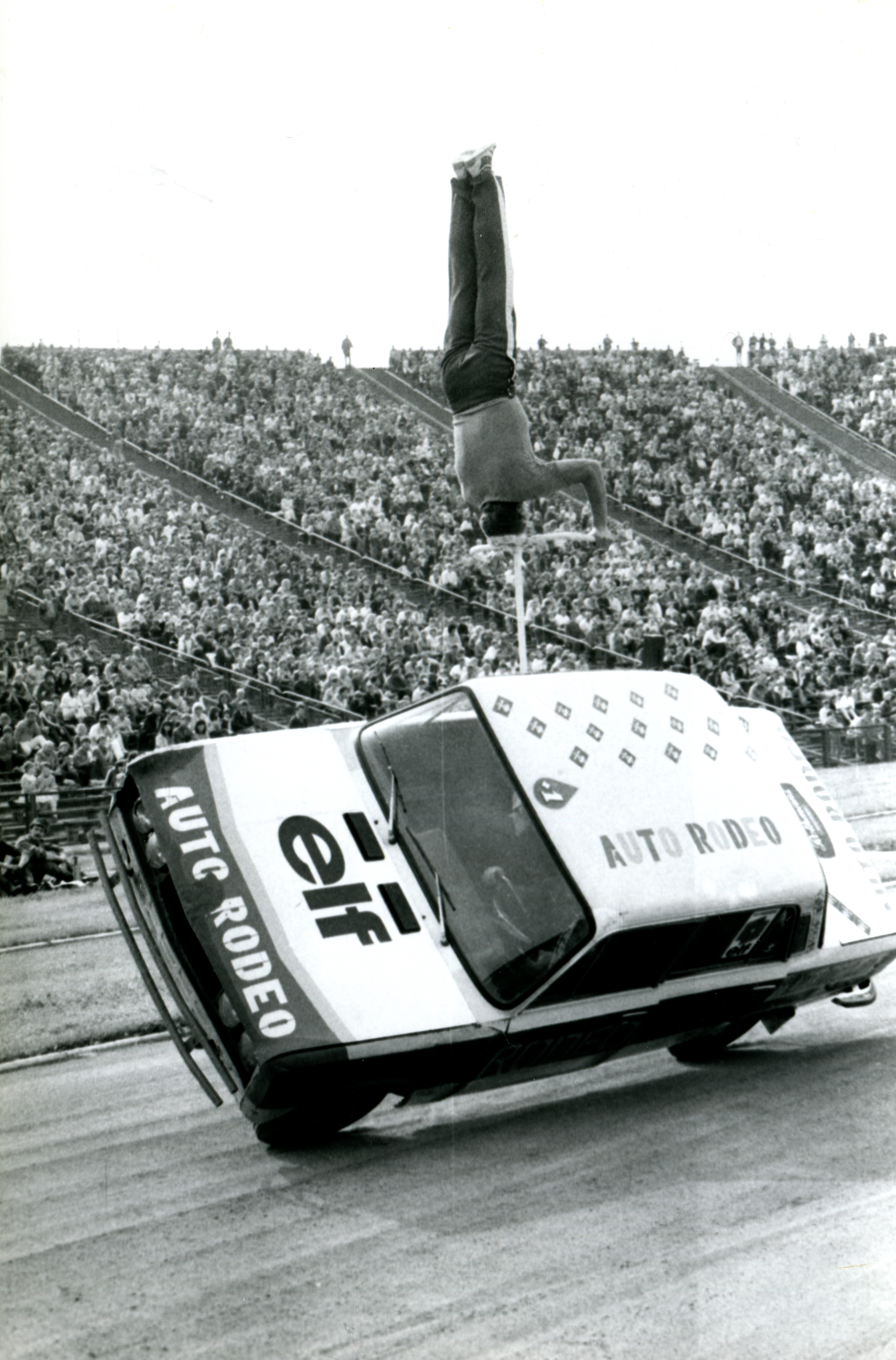
Stójka na samochodzie
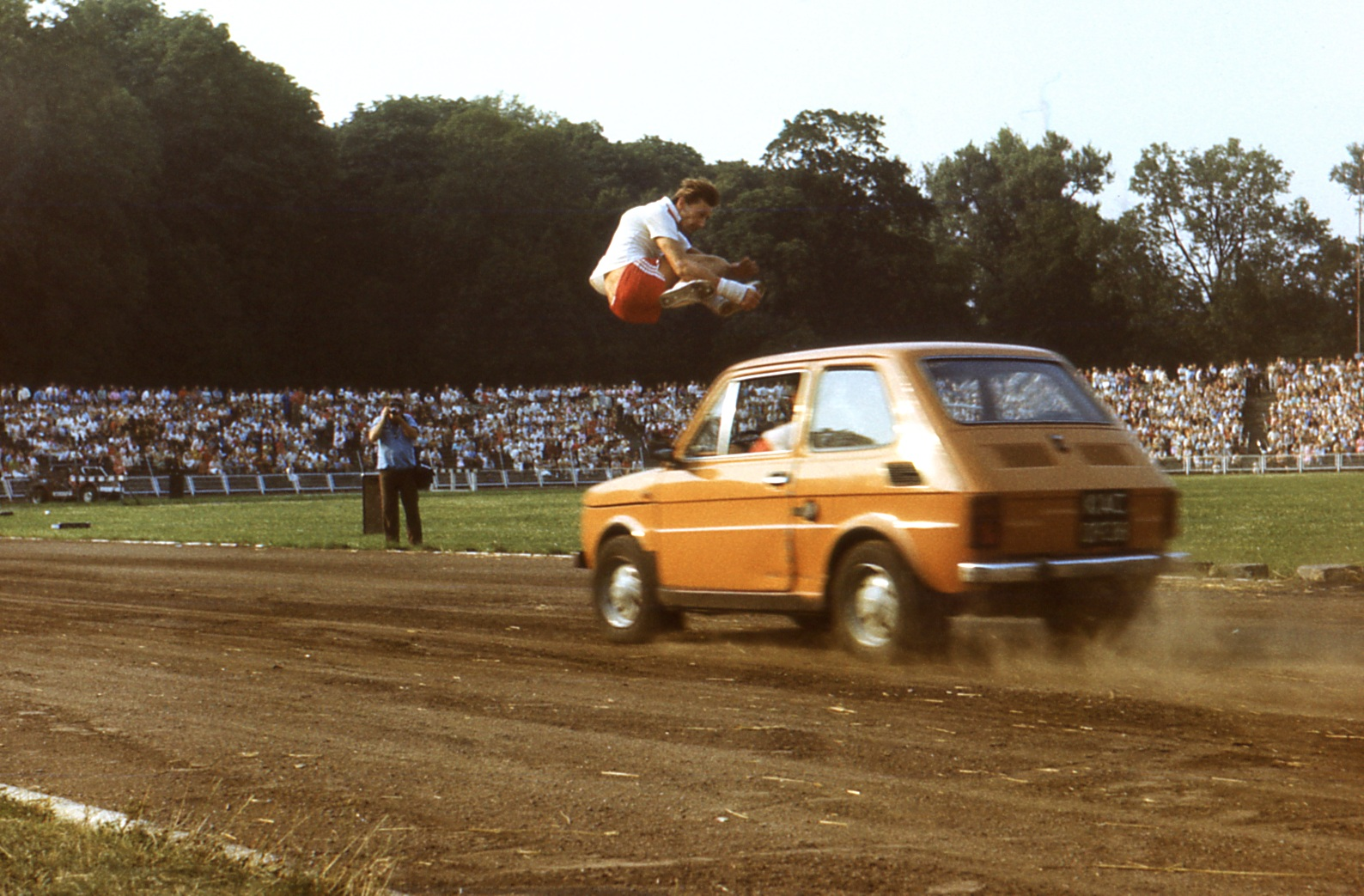
Przeskok przez samochód w pędzie